# Супіріор (Аризона)
Супіріор (англ. Superior) — місто (англ. town) в США, в окрузі Пінал штату Аризона. Населення — 2407 осіб (2020).

## Географія
Супіріор розташований за координатами 33°17′7″ пн. ш. 111°6′37″ зх. д. / 33.28528° пн. ш. 111.11028° зх. д. (33.285146, -111.110300).  За даними Бюро перепису населення США в 2010 році місто мало площу 5,02 км², уся площа — суходіл.

### Клімат
| Клімат : Супіріор                        | Клімат : Супіріор | Клімат : Супіріор | Клімат : Супіріор | Клімат : Супіріор | Клімат : Супіріор | Клімат : Супіріор | Клімат : Супіріор | Клімат : Супіріор | Клімат : Супіріор | Клімат : Супіріор | Клімат : Супіріор | Клімат : Супіріор | Клімат : Супіріор |
| Показник                                 | Січ.              | Лют.              | Бер.              | Квіт.             | Трав.             | Черв.             | Лип.              | Серп.             | Вер.              | Жовт.             | Лист.             | Груд.             | Рік               |
| Абсолютний максимум, °C                  | 27,2              | 30,6              | 32,8              | 35,6              | 40,6              | 43,9              | 44,4              | 43,3              | 41,1              | 38,9              | 31,7              | 28,3              | 44,4              |
| Середній максимум, °C                    | 16,1              | 17,8              | 20,3              | 24,7              | 30,1              | 35,3              | 36,5              | 35,2              | 33,5              | 28,1              | 21,0              | 16,4              | 26,2              |
| Середній мінімум, °C                     | 6,2               | 7,4               | 9,0               | 12,4              | 17,1              | 22,2              | 24,3              | 23,4              | 21,8              | 16,7              | 10,6              | 6,7               | 14,8              |
| Абсолютний мінімум, °C                   | −6,7              | −6,7              | −4,4              | −1,7              | 3,3               | 10,6              | 15,0              | 16,1              | 10,0              | 0,6               | −1,7              | −7,2              | −7,2              |
| Днів з дощем                             | 5                 | 5                 | 5                 | 3                 | 2                 | 1                 | 7                 | 8                 | 4                 | 3                 | 4                 | 5                 | 52,0              |
| ---------------------------------------- | ----------------- | ----------------- | ----------------- | ----------------- | ----------------- | ----------------- | ----------------- | ----------------- | ----------------- | ----------------- | ----------------- | ----------------- | ----------------- |
| Джерело: Western Regional Climate Center |                   |                   |                   |                   |                   |                   |                   |                   |                   |                   |                   |                   |                   |

## Демографія
Згідно з переписом 2010 року, у місті мешкало 2837 осіб у 1103 домогосподарствах у складі 709 родин. Густота населення становила 565 осіб/км².  Було 1465 помешкань (292/км²).
Расовий склад населення:
| - 70,5 % — білих - 2,0 % — корінних американців - 0,6 % — чорних або афроамериканців - 0,6 % — азіатів - 22,5 % — осіб інших рас |

До двох чи більше рас належало 3,8 %. Частка іспаномовних становила 68,5 % від усіх жителів.
За віковим діапазоном населення розподілялося таким чином: 23,6 % — особи молодші 18 років, 56,8 % — особи у віці 18—64 років, 19,6 % — особи у віці 65 років та старші. Медіана віку мешканця становила 45,0 року. На 100 осіб жіночої статі у місті припадало 98,0 чоловіків;  на 100 жінок у віці від 18 років та старших — 99,7 чоловіків також старших 18 років.
Середній дохід на одне домашнє господарство  становив 49 704 долари США (медіана — 41 367), а середній дохід на одну сім'ю — 61 566 доларів (медіана — 52 386). Медіана доходів становила 43 750 доларів для чоловіків та 37 333 долари для жінок. За межею бідності перебувало 18,2 % осіб, у тому числі 9,4 % дітей у віці до 18 років та 15,9 % осіб у віці 65 років та старших.
Цивільне працевлаштоване населення становило 1109 осіб. Основні галузі зайнятості: освіта, охорона здоров'я та соціальна допомога — 24,8 %, сільське господарство, лісництво, риболовля — 17,7 %, публічна адміністрація — 14,3 %.